# Sacoche de vélo

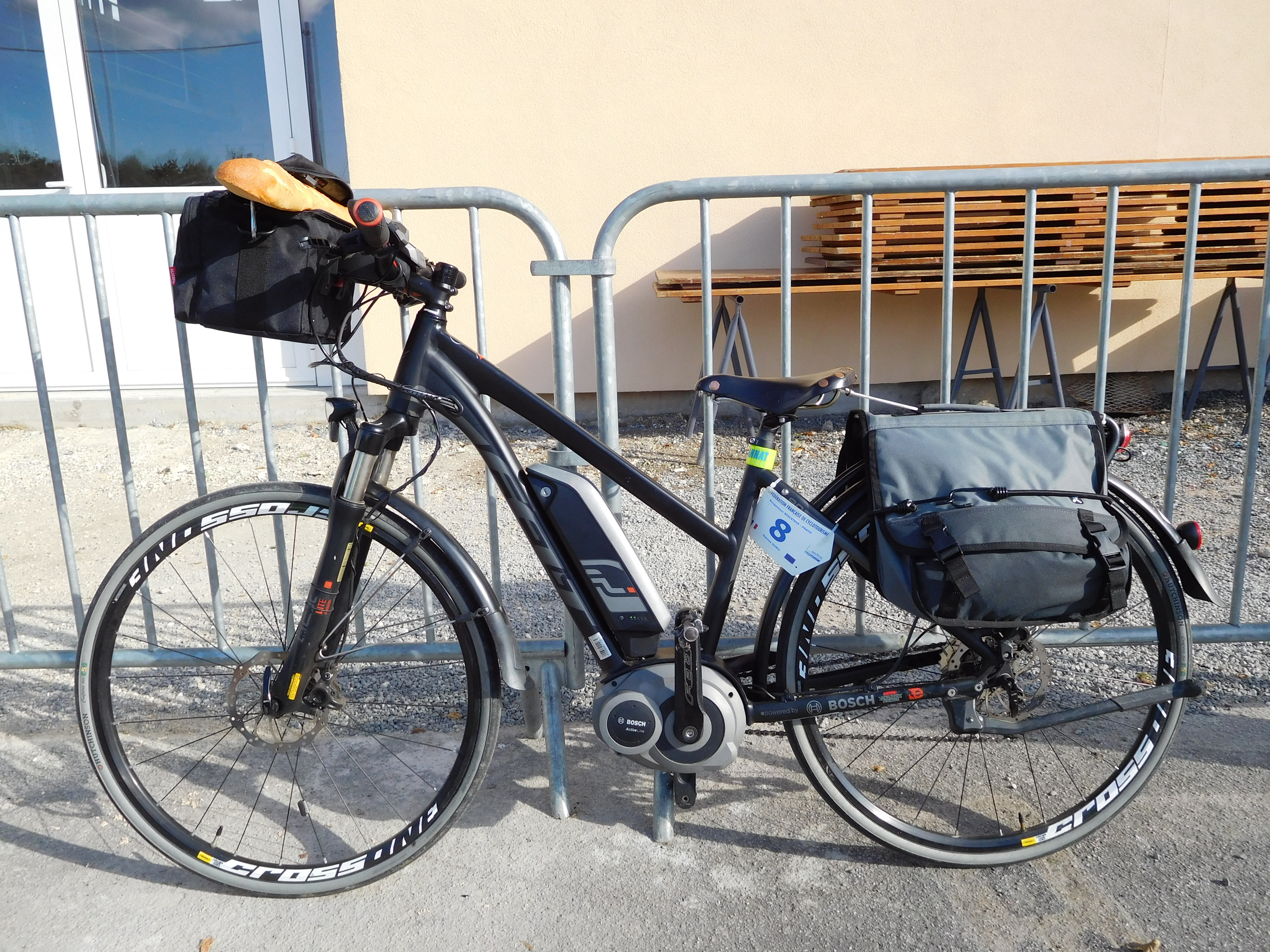
Vélo à assistance électrique équipé de sacoches.

À bicyclette, une sacoche ou un sac de selle est un équipement qui peut être attaché sous la selle ou le guidon, ou présent le long des roues.
- Les petits sacs, connus sous le nom de « sacs de siège » ou de « sacs à coins », s'adaptent complètement sous la selle[1]. Ils sont généralement utilisés pour contenir quelques articles tels que des chambres à air de rechange, des trousses de réparation, des outils, des vêtements de pluie, de la nourriture ou une trousse de premiers soins. Ils sont courants sur les vélos de tourisme, de course et les VTT.
- Les grands sacs, qui se projettent devant, derrière et/ou sur le côté, sont généralement appelés « sacoches » ; un exemple est la Camper Longflap de Carradice.